# Podorungia humblotii
Podorungia humblotii är en akantusväxtart som beskrevs av Raymond Benoist. Podorungia humblotii ingår i släktet Podorungia och familjen akantusväxter. Inga underarter finns listade i Catalogue of Life.